# Alpine A522
Az Alpine A522 egy Formula–1-es versenyautó, melyet az Alpine F1 Team tervezett és versenyeztetett a 2022-es Formula–1 világbajnokság során. Pilótái Fernando Alonso és Esteban Ocon voltak.

## Áttekintés
Az autó a 2022-es szabálymódosításoknak megfelelően került megtervezésre és kialakításra, mely a szívóhatás (ground effect) kihasználására épült. Az előző évi kasztnihoz képest jól látható változás az ívelt első és hátsó szárny és a lekerekített oldaldobozok, valamint az első kerekeknél látható terelőelemek. Változott a festés is az új főszponzor, a BWT érkezésével: az első két versenyen egy szinte teljesen rózsaszín, majdhogynem a Racing Point korábbi autóira emlékeztető festéssel versenyeztek, a szezon további részében pedig már egy inkább mélykék, hagyományos Alpine-festéssel.
Alapvetően egy gyors konstrukció volt, hasonlóan az elődjéhez, azonban mégsem tudott az élmezőnyhöz tartozni. Főleg azokon a pályákon teljesített jól, ahol számított a nagy végsebesség. Ennek ellenére a rengeteg technikai és taktikai hiba megkeserítette a csapat életét, különösen Fernando Alonsóét, aki az idény során legalább 40 pontot miatt veszített el. Emellett a csapattársak közt is éles volt a rivalizálás. Ráadásul Alonsónak szerződéshosszabbítást se kínáltak fel, mert az Alpine inkább saját növendékét, Oscar Piastrit kívánta helyzetbe hozni - ami végül a csapat hibájából meghiúsult. A csalódott Alonso a szezon végével át is igazolt az Aston Martinhoz.

## Eredmények
| Év        | Csapat             | Motor               | Gumik | Pilóták         | Versenyek | Versenyek | Versenyek | Versenyek | Versenyek | Versenyek | Versenyek | Versenyek | Versenyek | Versenyek | Versenyek | Versenyek | Versenyek | Versenyek | Versenyek | Versenyek | Versenyek | Versenyek | Versenyek | Versenyek | Versenyek | Versenyek | Pontok | Helyezés |
| Év        | Csapat             | Motor               | Gumik | Pilóták         | BHR       | SAU       | AUS       | EMI       | MIA       | ESP       | MON       | AZE       | CAN       | GBR       | AUT       | FRA       | HUN       | BEL       | NED       | ITA       | SIN       | JPN       | USA       | MXC       | SAP       | ABU       | Pontok | Helyezés |
| --------- | ------------------ | ------------------- | ----- | --------------- | --------- | --------- | --------- | --------- | --------- | --------- | --------- | --------- | --------- | --------- | --------- | --------- | --------- | --------- | --------- | --------- | --------- | --------- | --------- | --------- | --------- | --------- | ------ | -------- |
| 2022      | BWT Alpine F1 Team | Renault E-Tech RE22 | P     | Fernando Alonso | 9         | KI        | 17        | KI        | 11        | 9         | 7         | 7         | 9         | 5         | 10        | 6         | 8         | 5         | 6         | KI        | KI        | 7         | 7         | 19 †      | 5         | KI        | 173    | 4.       |
| 2022      | BWT Alpine F1 Team | Renault E-Tech RE22 | P     | Esteban Ocon    | 7         | 6         | 7         | 14        | 8         | 7         | 12        | 10        | 6         | KI        | 5         | 8         | 9         | 7         | 9         | 11        | KI        | 4         | 11        | 8         | 8         | 7         | 173    | 4.       |
| Források: |                    |                     |       |                 |           |           |           |           |           |           |           |           |           |           |           |           |           |           |           |           |           |           |           |           |           |           |        |          |

- † – Nem fejezte be a futamot, de rangsorolva lett, mert teljesítette a versenytáv 90%-át.
- Ocon az osztrák sprintfutamon 3 pontot szerzett.

## Fordítás
- Ez a szócikk részben vagy egészben  az   Alpine A522 című angol Wikipédia-szócikk ezen változatának fordításán alapul.  Az eredeti cikk szerkesztőit annak laptörténete sorolja fel. Ez a jelzés csupán a megfogalmazás eredetét és a szerzői jogokat jelzi, nem szolgál a cikkben szereplő információk forrásmegjelöléseként.